# جزیره مکینا (میشیگان)
جزیرهٔ مکینا (به انگلیسی: Mackinac Island) شهری در شهرستان مکینا، میشیگان است که براساس سرشماری سال ۲۰۲۰، ۵۸۳ نفر جمعیت دارد.
این شهر به عنوان مرکز مهم تجارت خز، در قرن هجدهم و با جمعیتی عمدتاً فرانسوی زبان (فرانسوی‌های مقیم کانادا و مردم متی) تأسیس شد. پس از جنگ ۱۸۱۲، این شهر ساکنان انگلیسی-آمریکایی بیشتری را به خود اختصاص داد و ایالات متحده آمریکا هم محدودیت‌هایی در زمینهٔ تجارت خز برای مردم کانادا اعمال کرد. از ۱۸۱۸ تا ۱۸۸۲ این شهر مرکز شهرستان میشیلیمکینا -به معنی لاک‌پشت بزرگ- (به انگلیسی: Michilimackinac) بود که بعدها به مکینا تغییر نام داد و از آن‌سو به بعد، سنت. ایگنس، میشیگان به عنوان مرکز این شهرستان انتخاب شد. شهر مکینا شامل جزیرهٔ مکینا و جزیرهٔ خالی از سکنهٔ راند (به انگلیسی: Round Island) است که متعلق به فدرال و بخشی از جنگل ملی هایاواتها به‌شمار می‌رود.
به واسطهٔ قانون محلیِ منحصربه‌فردی که در ۱۸۹۵ تصویب شد، استفاده از هرگونه وسایل نقلیهٔ موتوری در جزیره ممنوع است. هرچند وسایل نقلیهٔ اضطراریِ شهری (آمبولانس، خودرو پلیس و آتش‌نشانی)، وسایل نقلیهٔ خدماتی و برف‌رو از این قانون مستثنی هستند. امروزه رایج‌ترین وسایل حمل و نقل در جزیره، دوچرخه، اسب یا کالسکه هستند. استفاده از رول‌اسکیت نیز فقط در مرکز شهر مجاز است. در اواخر قرن نوزدهم که جزیرهٔ مکینا به عنوان مقصدی تابستانی و گردشگری شناخته شده بود، گراند هتل ساخته شد. در ۱۹۸۰ که فیلم جایی در زمان در این جزیره فیلم‌برداری شد، برای آن استثنا قائل شدند و به سازندگان فیلم اجازه دادند تا از وسایل نقلیهٔ موتوری در آنجا استفاده کنند.

## تاریخچه
اندرو بلک‌برد (به انگلیسی: Andrew Blackbird) پسر یکی از سران اتاوا، در اواخر قرن نوزدهم به عنوان مترجم رسمی برای دولت ایالات متحده خدمت می‌کرد. طبق تاریخچه‌ای که توسط او در ۱۸۸۷ و در مورد مردمان بومی میشیگان تألیف شده‌است، مردم جزیرهٔ مکینا، قبیلهٔ کوچک مستقلی بودند که به نام Mi-shi-ne-macki naw-go شناخته می‌شدند. آن‌ها به قبیلهٔ بزرگتر اتاوا از جزیرهٔ اتاوا (جزیرهٔ منیتولین فعلی) واقع در شمال دریاچهٔ هورون وابسته بودند.
در یک زمستان، قبیلهٔ Mi-shi-ne-macki naw-go در مکینا، توسط قبیلهٔ سنکا که غربی‌ترین مردم اتحادیه ایروکوا (که در آن‌زمان در نیویورک و پنسیلوانیا مستقر بود) بودند، نابود شدند. دو نفر از بومی‌های جزیره نیز به غارهای طبیعی پناه بردند. در قرن هجدهم برای بزرگداشت این قبیله، مردمان اتاوا و اوجیبوه، نام آن را Mi-shi-ne-macki-nong و شناخته شده با عنوان Michilimackinac به معنی «لاک‌پشت بزرگ» نامیدند.
در ۱۶۴۵ مبلغان مذهبی فرانسوی، ورود بازرگانان فرانسوی به جزیره را ثبت کردند که همراه گروه بزرگتری از هورون و اتاوا به سمت جزیره حرکت کرده بودند. گفته می‌شود که تاجر دیگری در ۱۶۶۵ با قایق به این جزیره سفر کرده‌است. استعمارگران فرانسوی در آنجا به تجارت خز ادامه داند که برایشان سودآوری بسیاری داشت. آن‌ها با فعالیتی خارج از مونترآل و کبک، پست‌هایی در مکینا ایجاد کردند. در ۱۷۶۳ و در پی شکست فرانسوی‌ها در جنگ هفت‌ساله، آن‌ها قلمرو خود در آمریکای شمالی را در بریتانیا واگذار کردند. بریتانیا هم قلعهٔ سنت جوزف و تأسیسات دیگری را در جزیره تأسیس کرد که در طول جنگ انقلاب آمریکا تخلیه شدند.
در ۱۷۸۲ آمریکایی‌ها پادگانی را در جزیرهٔ مکینا ایجاد کردند که توسط کاپیتان دانیل رابرتسون تا زمان مرگش در ۱۷۸۷ فرماندهی می‌شد. در نتیجهٔ عهدنامهٔ جِی با بریتانیای کبیر در ۱۷۹۶ که آن‌زمان در مرز شمالی مستقر شده بود، جزیرهٔ مکینا به صورت رسمی بخشی از ایالات متحده شد.

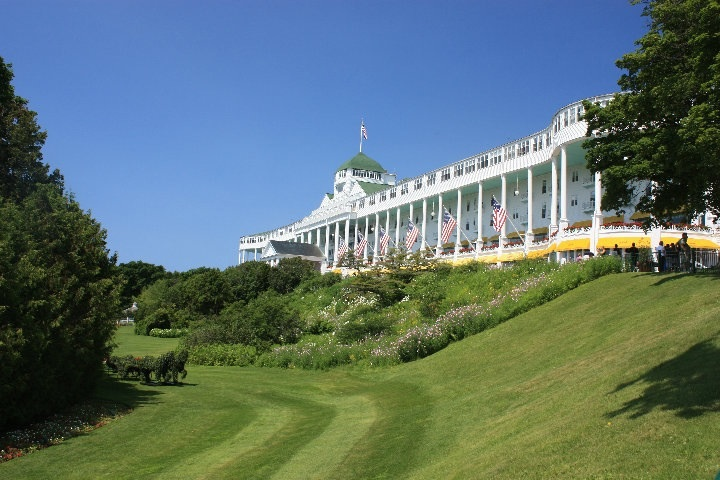
گراند هتل

در اوایل دههٔ ۱۸۰۰ جزیرهٔ مکینا جمعیتی حدود ۲۵۰ نفر داشت. اگرچه این جزیره بخشی از ایالات متحده بود، اما اکثر ساکنانش براساس تاریخ استعماریِ آن، از نژاد فرانسوی-کانادایی و متی‌ها بودند. زبان غالب جزیره فرانسوی بود اما برخی از ساکنان نیز به زبان بومیِ آمریکا صحبت می‌کردند. عمدهٔ فعالیت اقتصادیِ جزیره، تجارت خز بود. در فصل تجارتِ تابستانی و با جذب بومیان آمریکا از داخل کشور، جمعیت می‌توانست به ۴۰۰۰ نفر هم برسد.

## جغرافیا
طبق آمار اداره سرشماری ایالات متحده، مساحت این شهر ۴۸٫۸۰ کیلومتر مربع است که ۱۱٫۲۷ کیلومتر مربع آن خشکی و ۳۷٫۵۳ کیلومتر مربع آب است. شهر مکینا، شامل جزیره‌ای به همین نام و همچنین «جزیرهٔ راند» است که خالی از سکنه است و تحت مالکیت و نظارت ایالات متحده قرار دارد.
امروزه ۸۲ درصد از خشکیِ جزیره متعلق به ایالت میشیگان است و توسط کمیسیون پارک ایالتی جزیرهٔ مکینا (MISPC) اداره می‌شود. این کمیسیون روی بسیاری از مسائلی که هم بر روی شهر و هم بر روی پارک ایالتی تأثیر می‌گذارند، از جمله ممنوعیت استفاده از وسایل نقلیهٔ موتوری، با شهر همکاری می‌کند.
دسترسی به جزیره با کشتی از طریق دریاچهٔ هورون انجام می‌شود.
جزیرهٔ مکینا توسط بزرگراه M-185 احاطه شده‌است. بزرگراهی ایالتی که تنها برای عابران پیاده، دوچرخه‌سواران و وسایل نقلیهٔ اسبی قابل دسترسی است. در مرکز جزیره، خیابان اصلی به همین نام شناخته می‌شود؛ درحالی‌که دیگر جاده‌ها به عنوان «جادهٔ ساحل دریاچه» شناخته می‌شوند. 

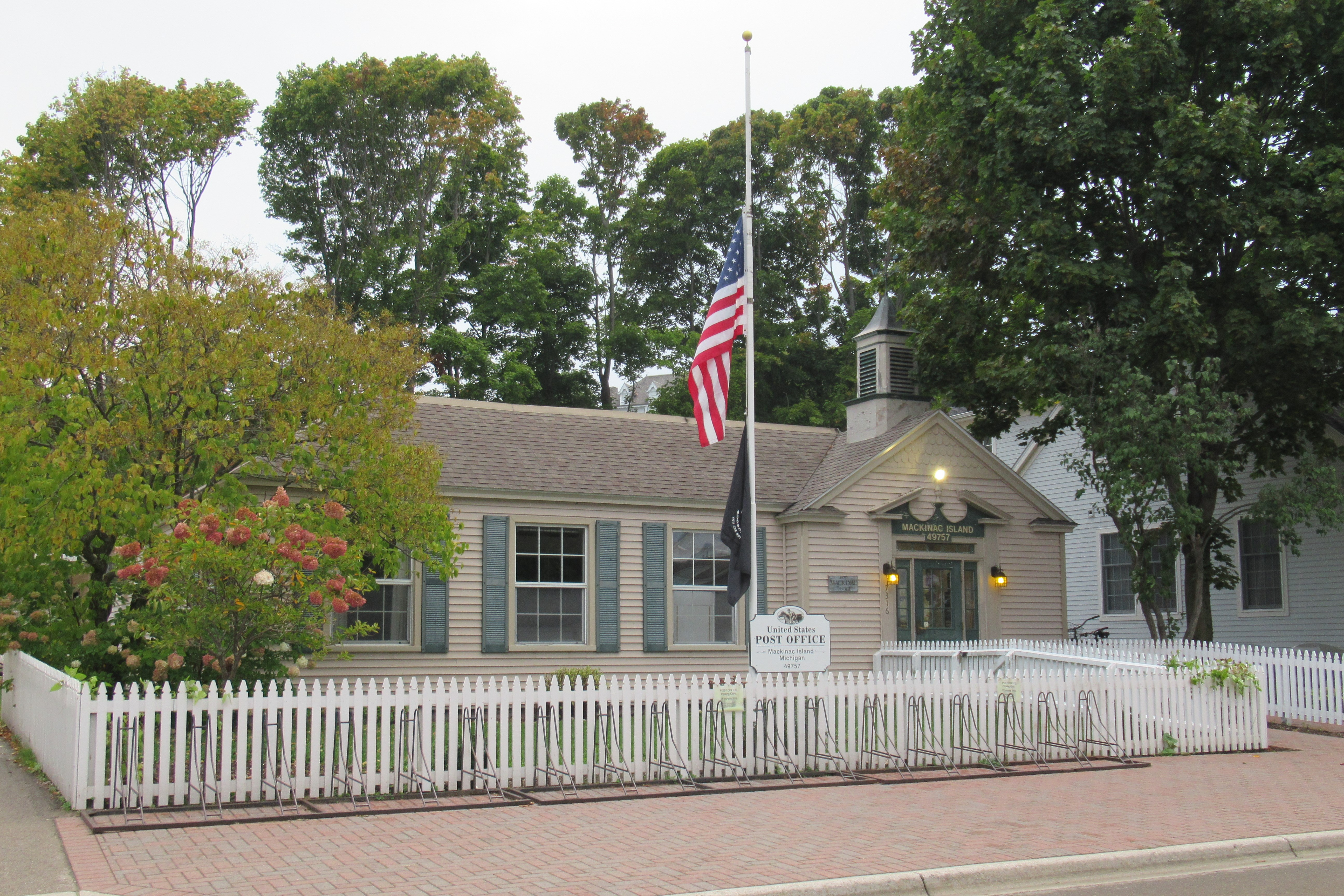
اداره پست ایالات متحده در جزیرهٔ مکینا

## جمعیت‌شناسی
سرشماری ۲۰۲۰
براساس سرشماری سال ۲۰۲۰، تعداد ۵۸۳ نفر (۲۲۰ خانوار و ۱۲۰ خانواده) در این شهر سکونت دارند. تراکم جمعیت ۱۳۴٫۰۲ در هر مایل مربع است.
سرشماری ۲۰۱۰
براساس سرشماری سال ۲۰۱۰، تعداد ۴۹۲ نفر (۲۴۰ خانوار و ۱۲۸ خانواده) در این شهر سکونت داشتند. تراکم جمعیت ۱۱۳٫۱ در هر مایل مربع بود و ۱۰۰۲ واحد مسکونی با تراکم متوسط ۲۳۰٫۳ در هر مایل مربع وجود داشت. ترکیب نژادی شهر ۷۳/۲۸ درصد سفیدپوست، ۱/۲ درصد آفریقایی-آمریکایی، ۱۸/۱ درصد بومیان آمریکایی، ۰/۶ درصد آسیایی، ۰/۲ درصد جزایر اقیانوس آرام، ۰/۲ از سایر نژادها و ۵/۹ درصد نیز از دو یا چند نژاد بودند. ۲/۲ درصد از جمعیت را نیز لاتین‌تبارها تشکیل می‌دادند.

## هنر و فرهنگ
طبخ شیرینی فاج در این جزیره بسیار مشهور است و از جاذبه‌های گردشگری به‌شمار می‌رود.
جزیرهٔ مکینا مقصد مسابقهٔ سالانهٔ قایق بادبانی شیکاگو به مکینا است که توسط باشگاه شیکاگو برگزار می‌شود. مسابقهٔ دیگری نیز از بندرگاه هورون به مکینا توسط باشگاه قایق بادبانی «نمای خلیج» دیترویت انجام می‌شود.

## دولت
این شهر دارای یک شورای منتخب با شش عضو و یک شهردار است. شهردار به‌طور سالانه انتخاب می‌شود.مارگارت دود در ۱۹۷۴ برای پر کردن کرسیِ خالیِ شورا منصوب شد. سپس در ۱۹۷۵ برای شهرداری نامزد و برنده شد. مارگارت دود از آن زمان تاکنون به‌طور مداوم در انتخابات پیروز شده‌است. در سال ۲۰۲۴، او به رکورد طولانی‌ترین دورهٔ خدمت‌گذاری در شهرداری در ایالات متحده رسید.

## نگارخانه

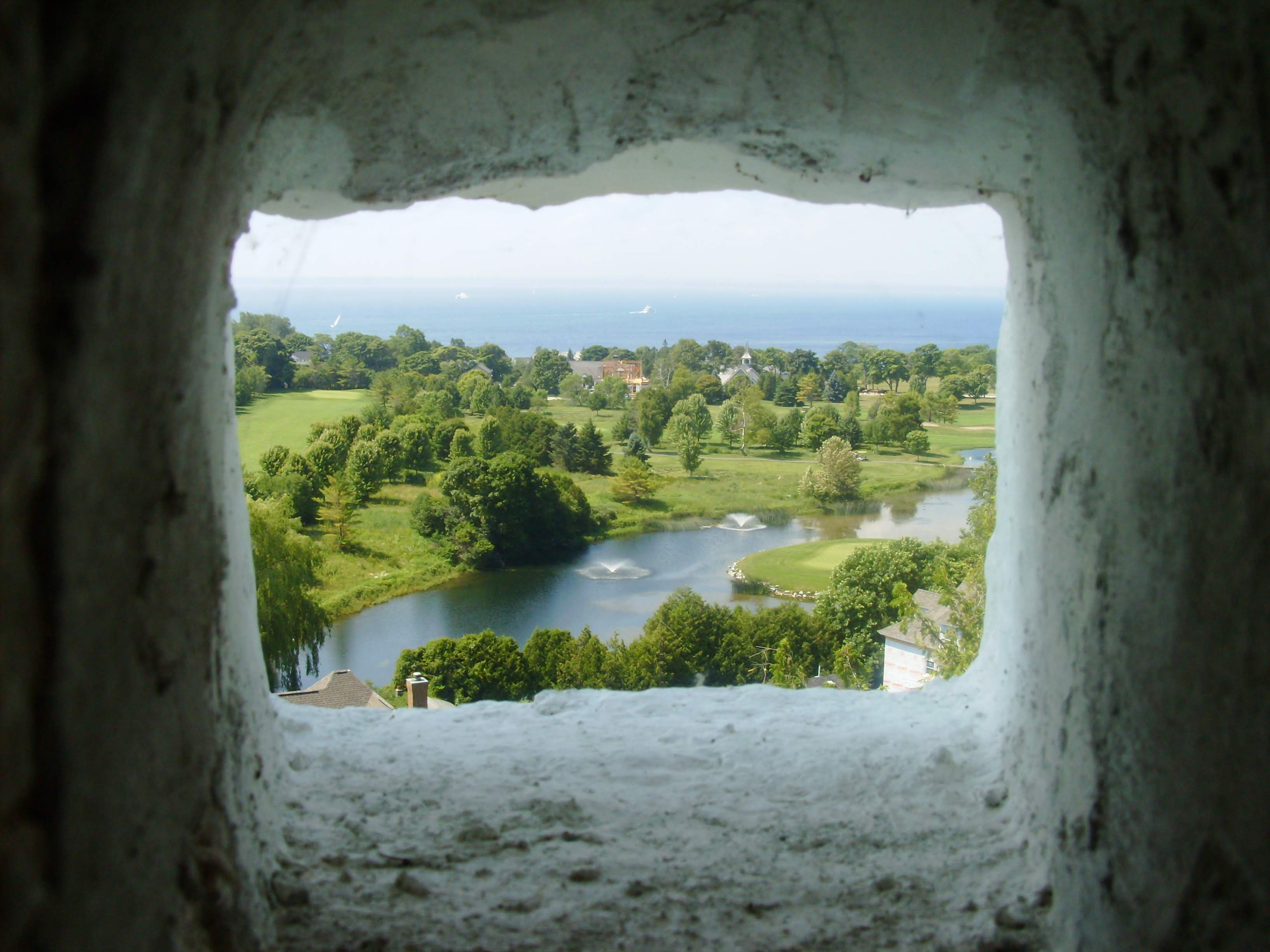
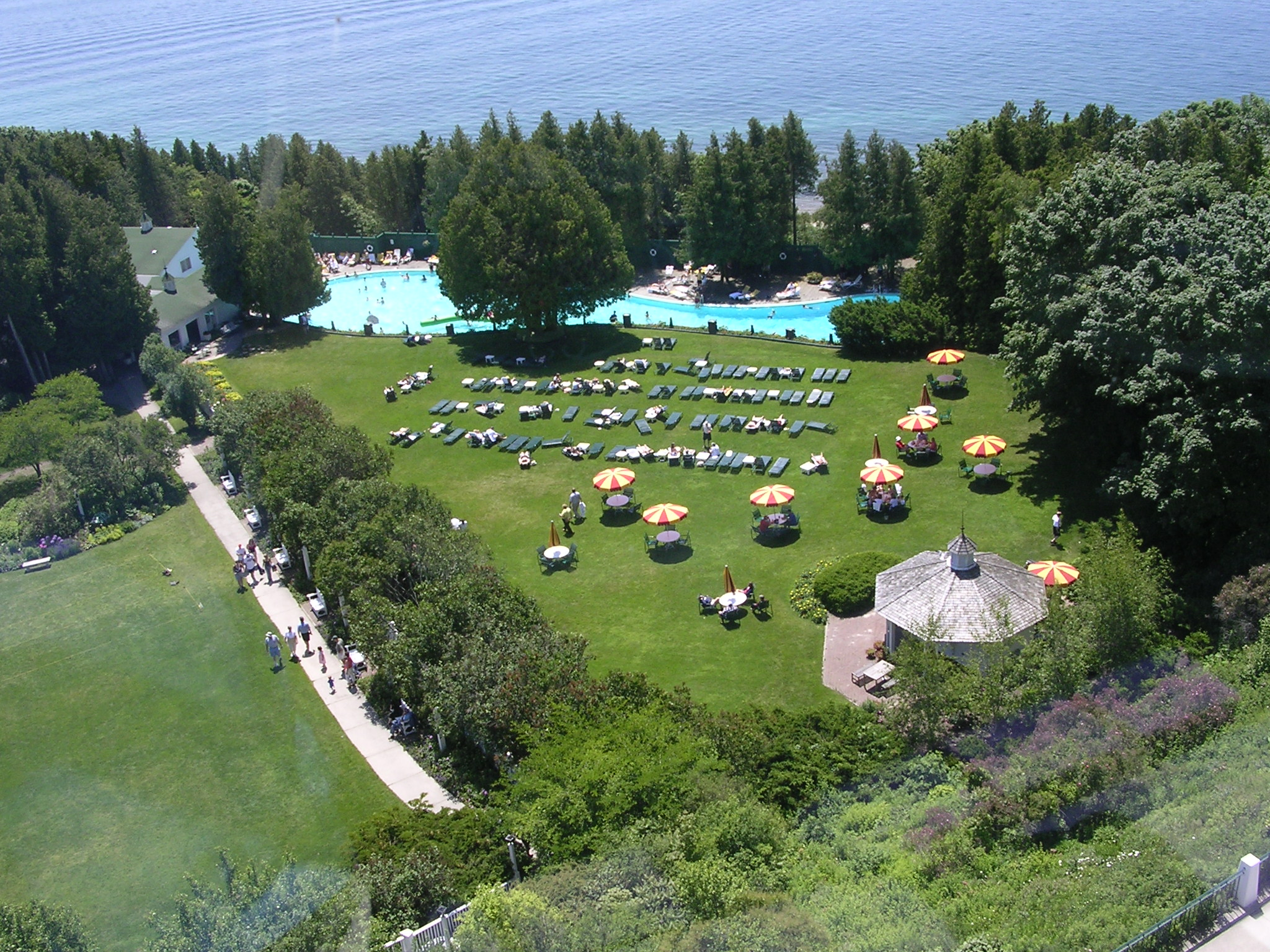
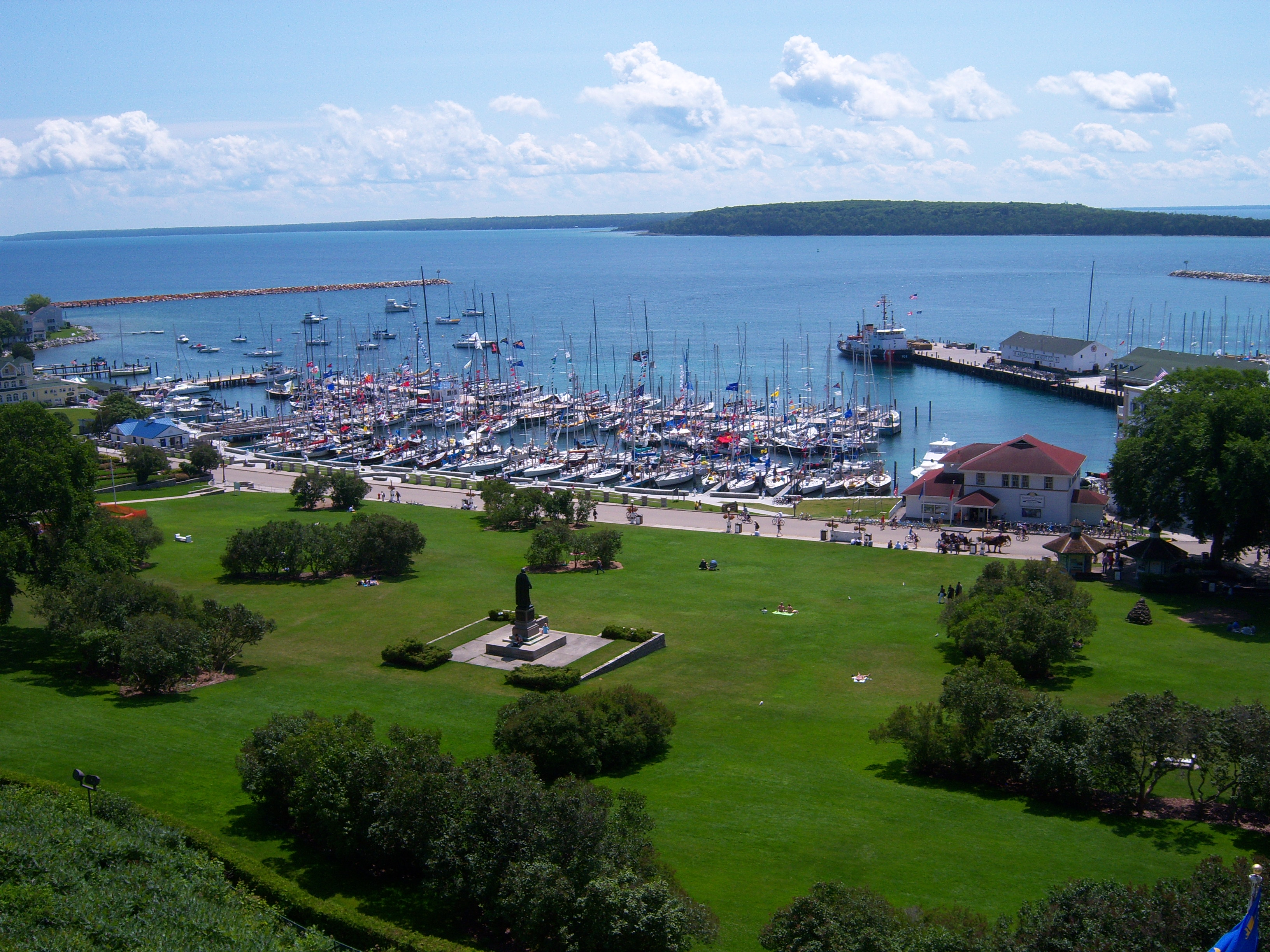
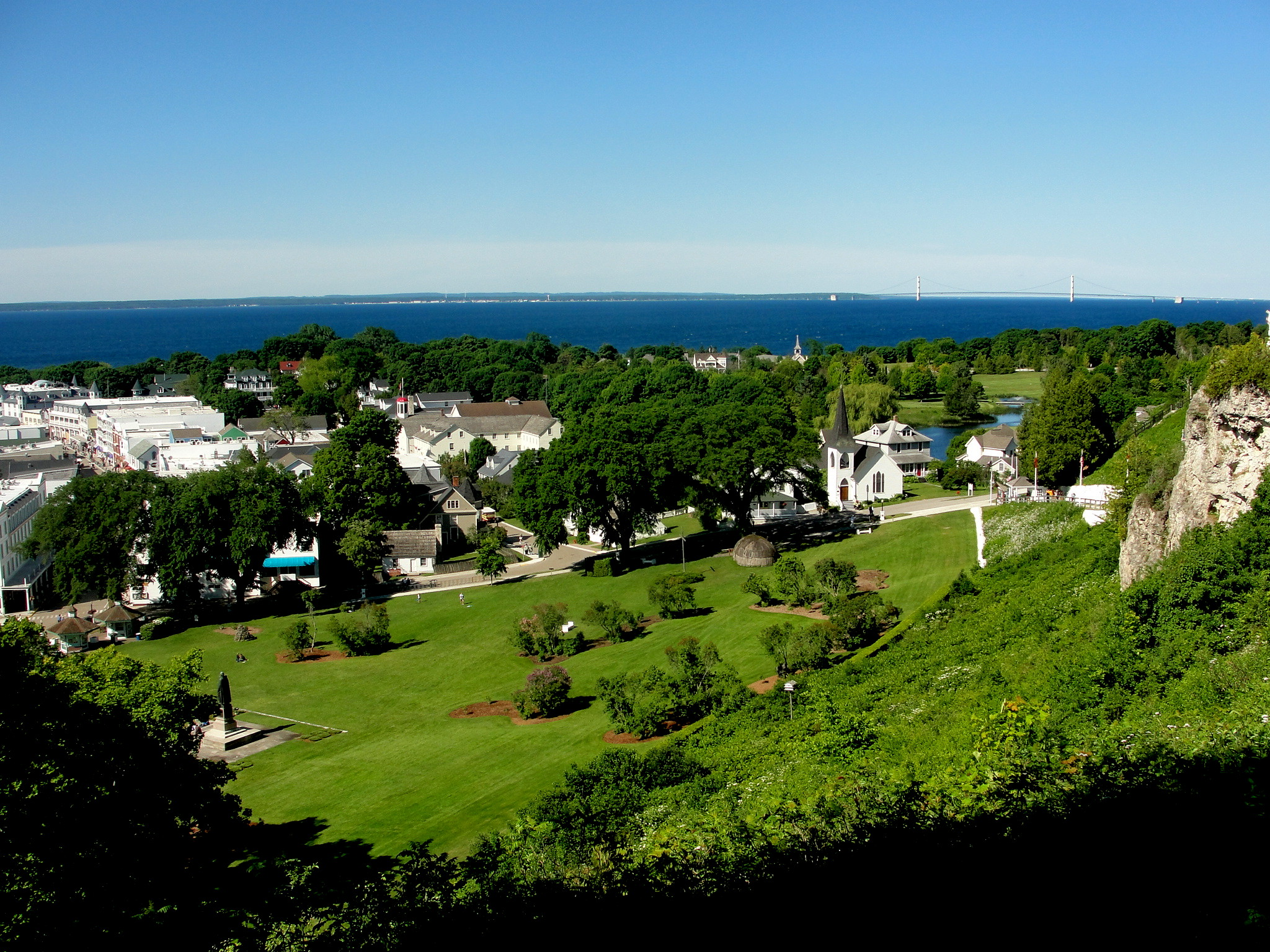
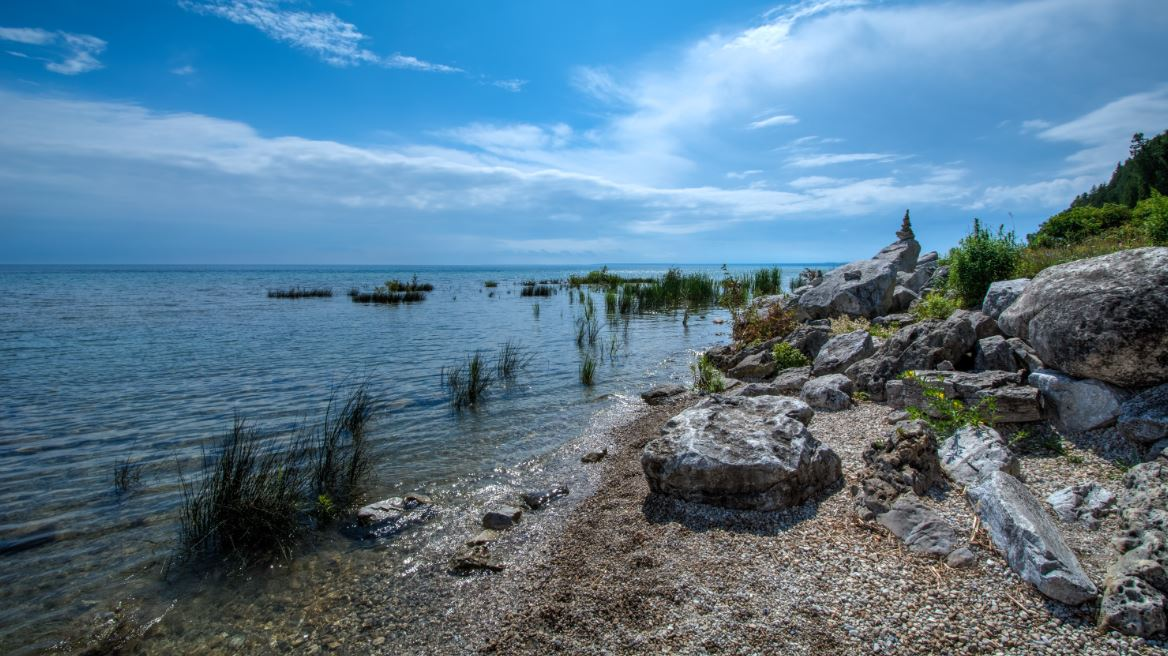
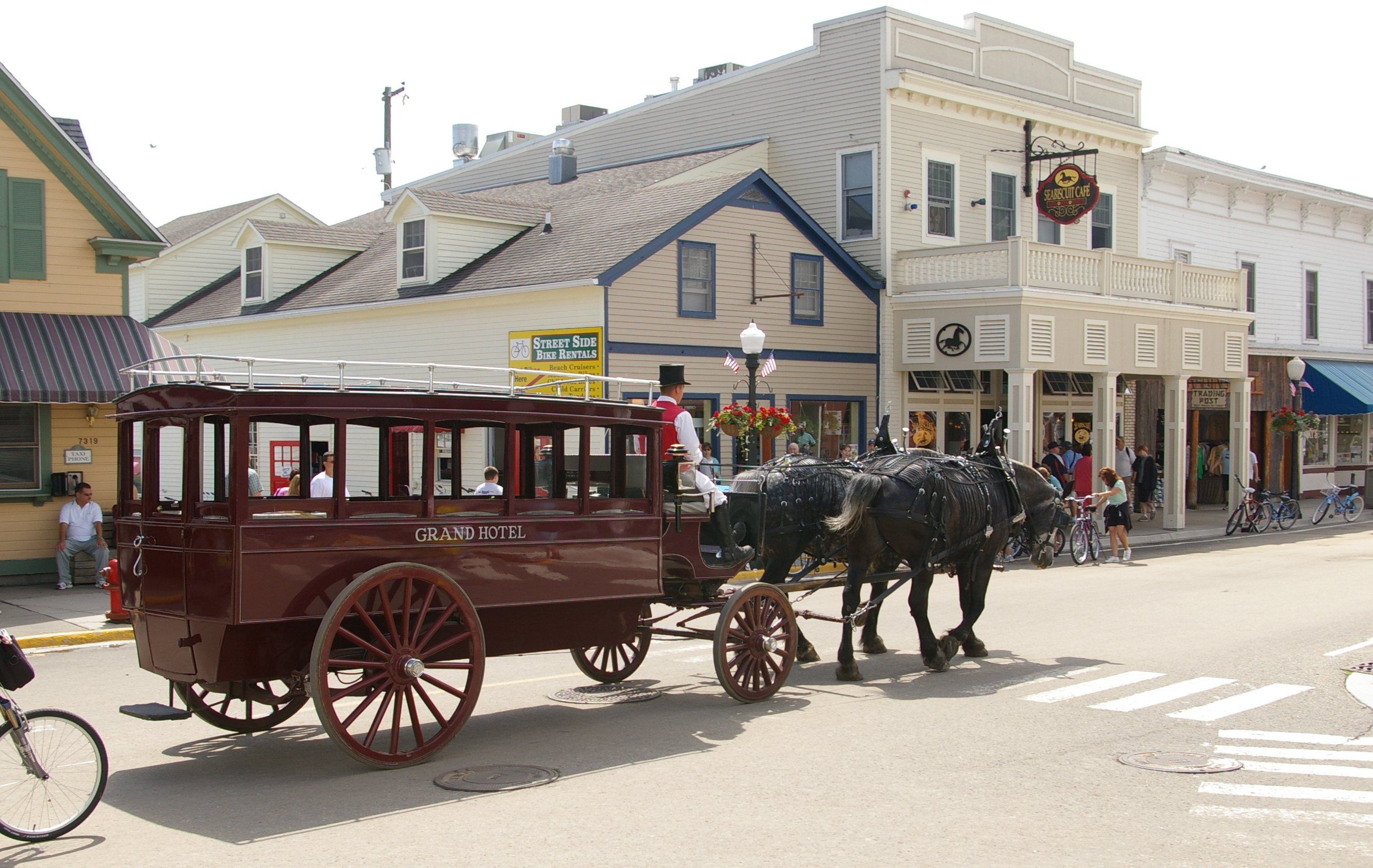
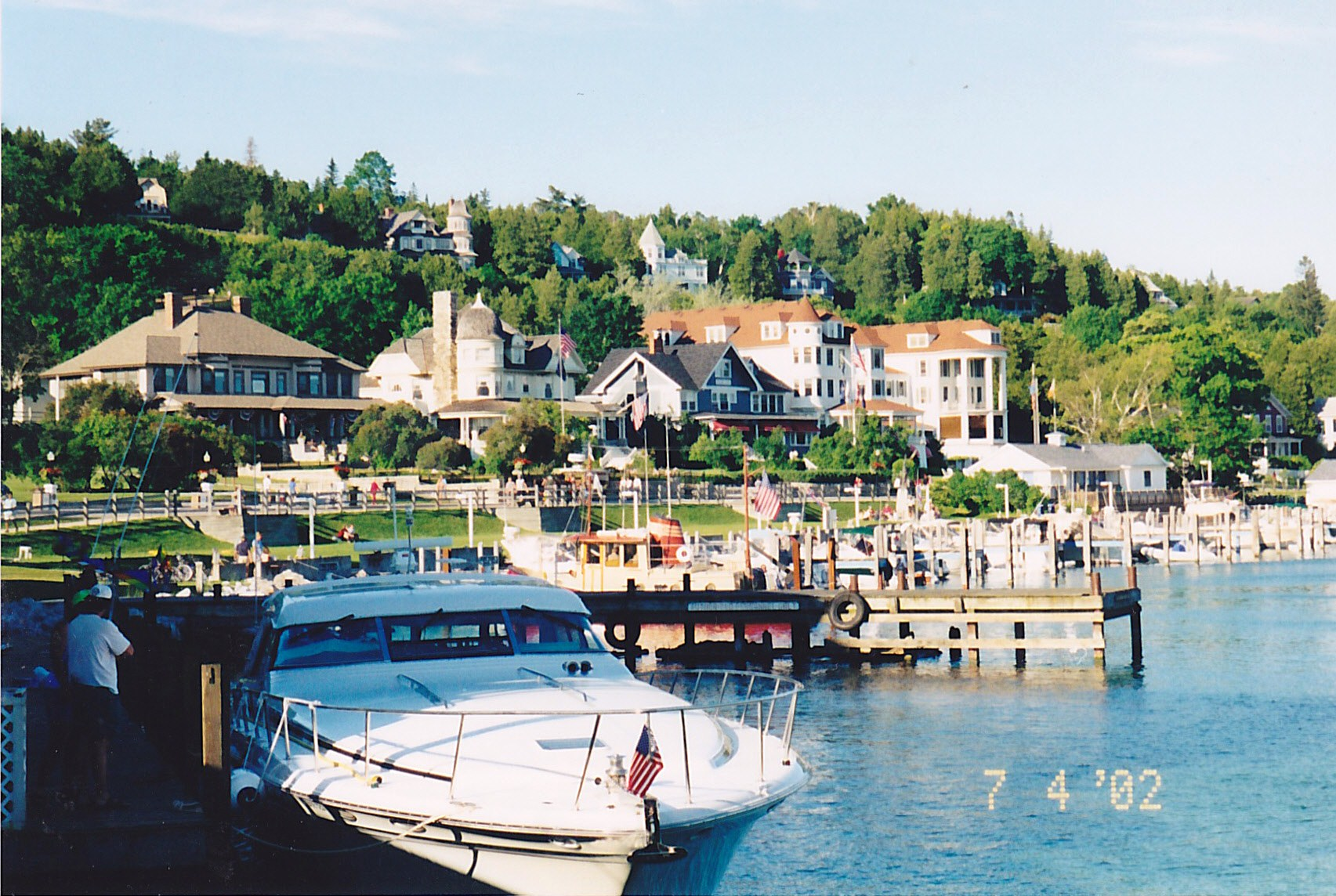
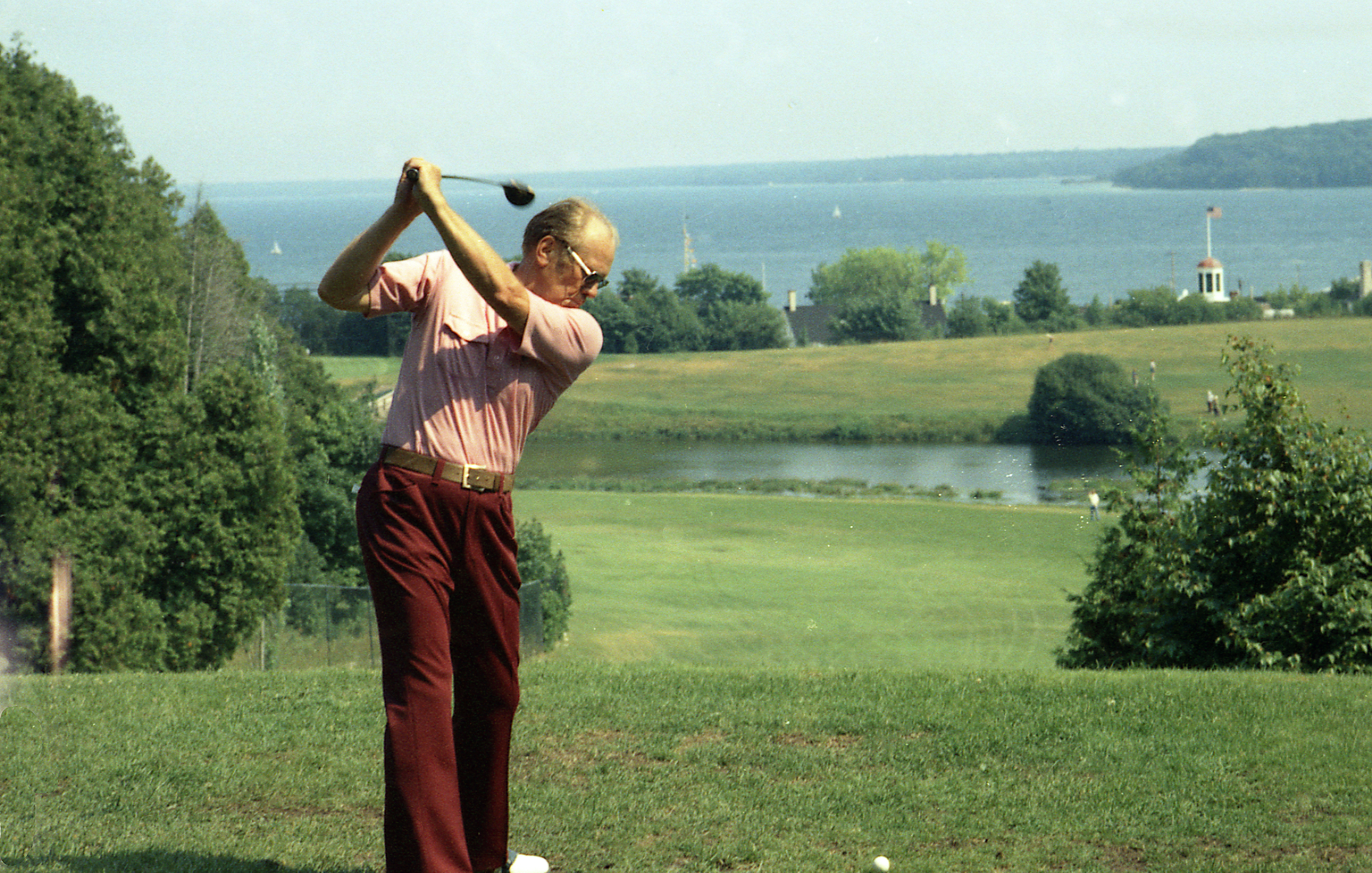
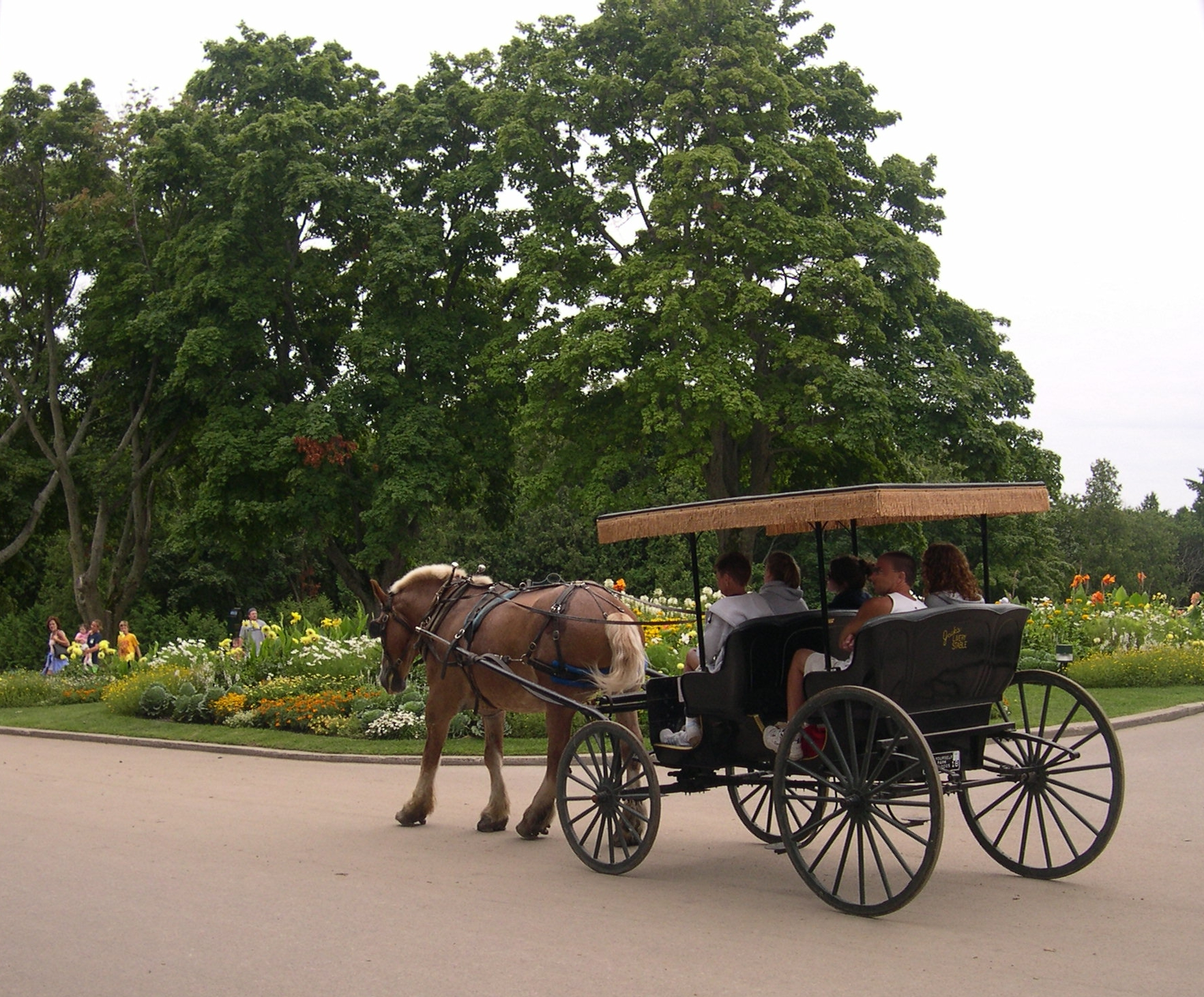
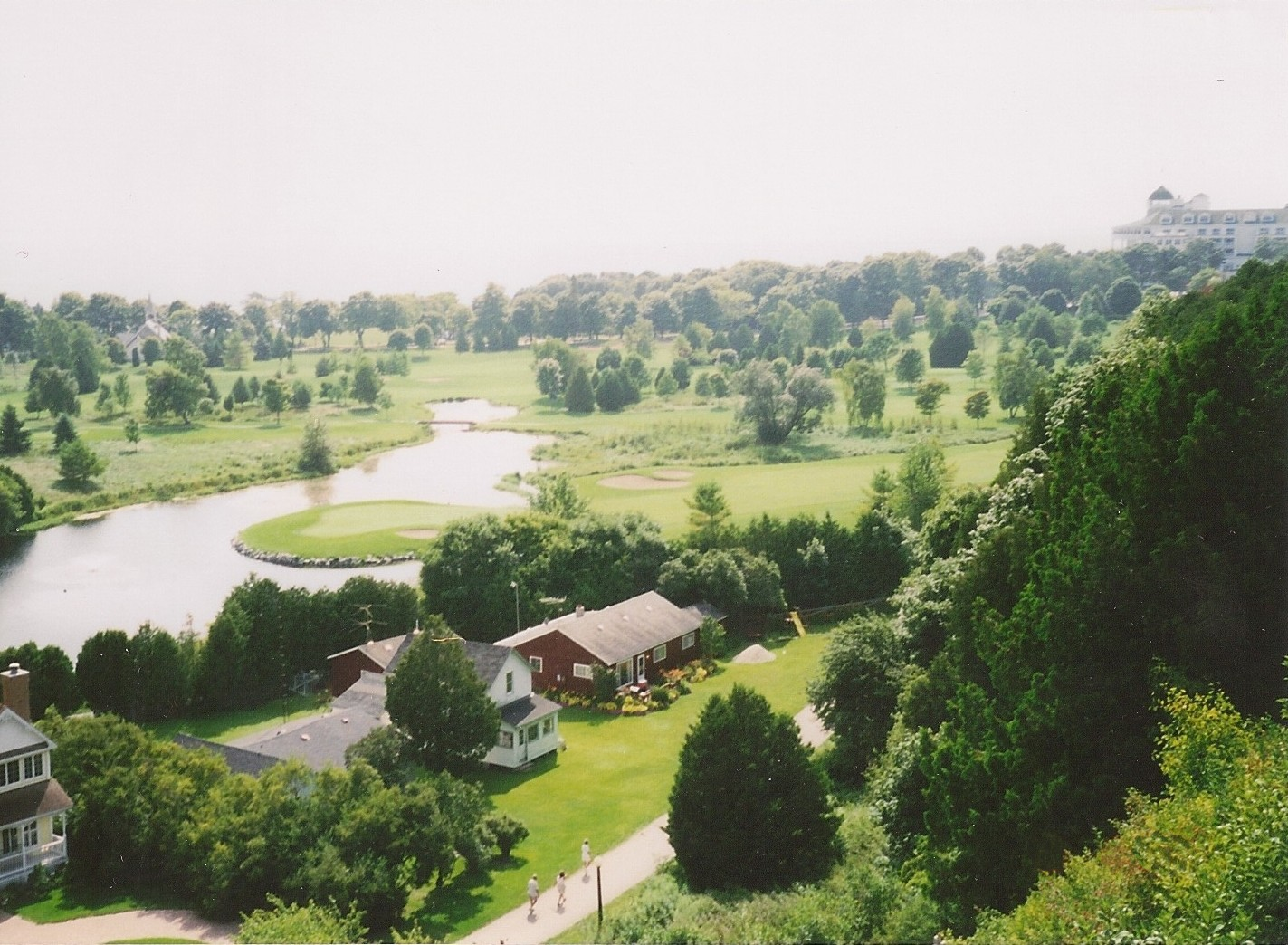
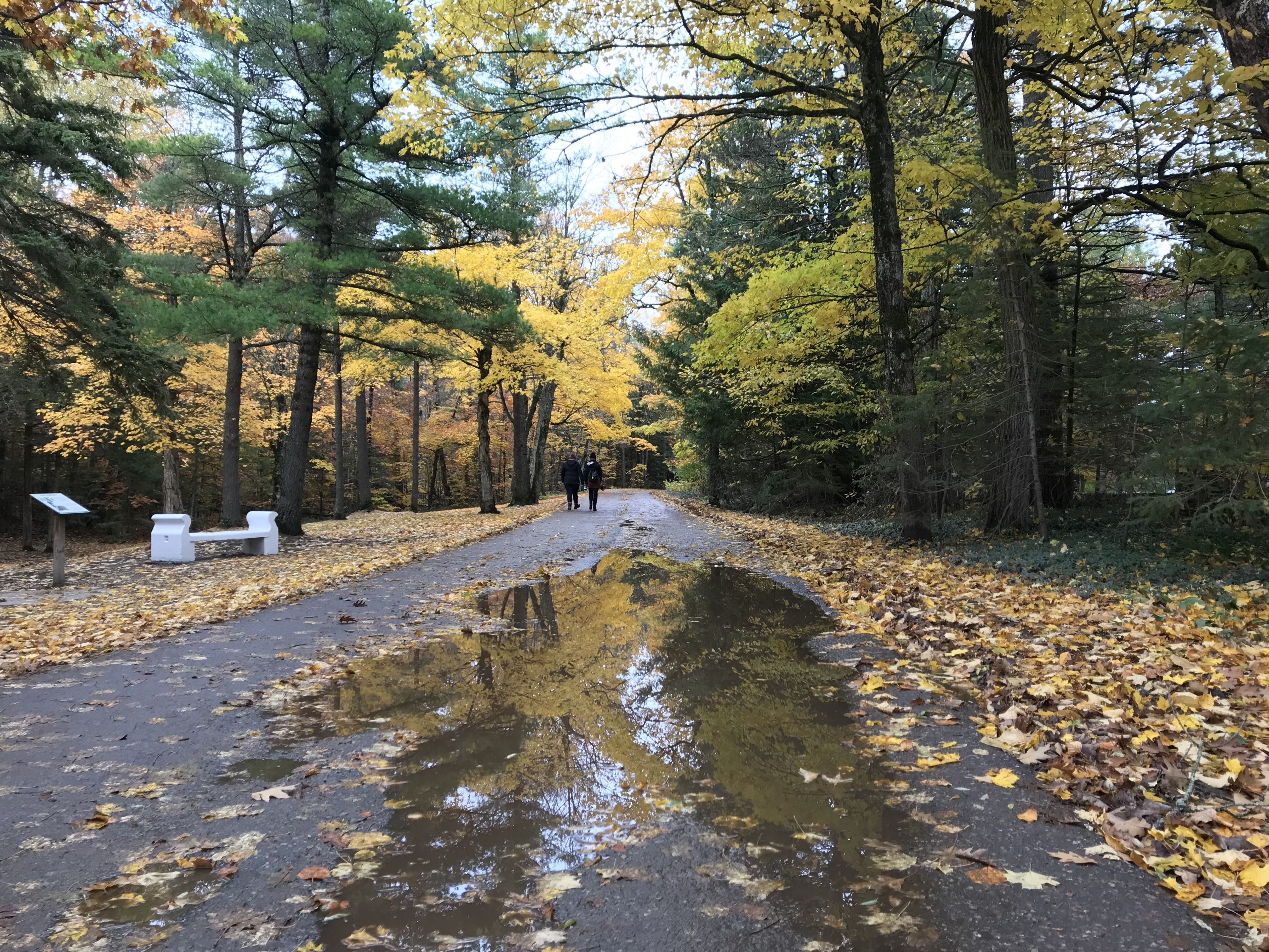
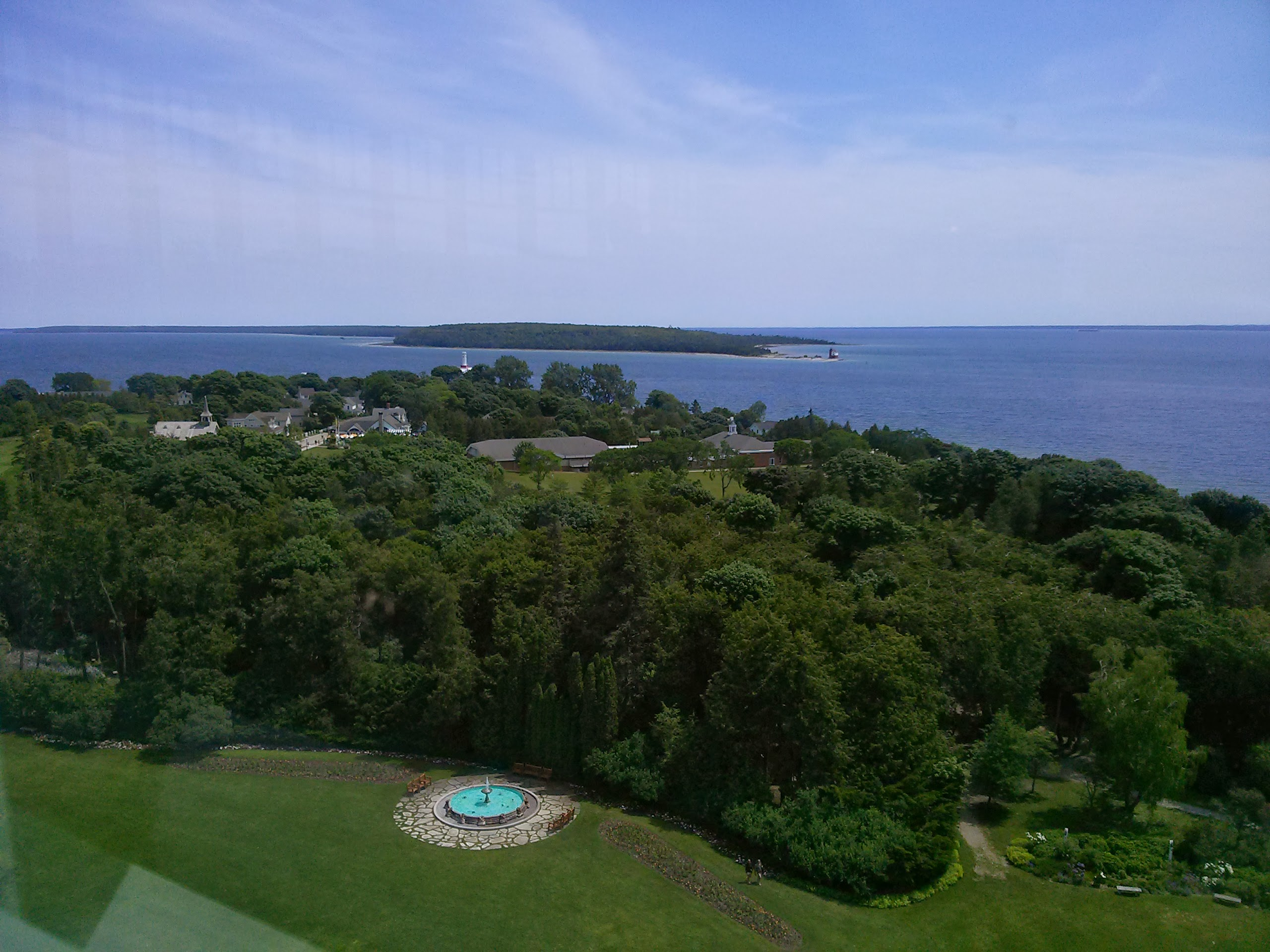